# Gesamtanlage Mauerstraße (Darmstadt)
Die Gesamtanlage Mauerstraße (Lauteschlägerstraße 5A und Mauerstraße 32, 34) ist eine Gesamtanlage in Darmstadt. 

## Geschichte und Beschreibung
Die Gesamtanlage Mauerstraße besteht aus einer kleinen viergeschossigen Eckbebauung des späten Historismus.
Erbaut wurde sie im eklektizistischen Dekorationsstil.

### Lauteschlägerstraße 5A und Mauerstraße 34
Die Mietshäuser Lauteschlägerstraße 5A und Mauerstraße 34 wurden im Jahre 1899 errichtet.
Sie wurden einheitlich mit einem Mansarddach und einem aufwändigen neobarocken Stuckdekor erbaut. 

### Mauerstraße 32
Der breitgelagerte Zweispänner in der Mauerstraße 32 wurde im Jahre 1903 vom Bauunternehmer Georg Schäfer erbaut. Das Mietshaus besitzt eine Fassade in historisierender Mischform. Baugleiche, aufragende Zwerchhausgiebel betonen die symmetrisch angelegte Fassade.

## Denkmalschutz
Die Gesamtanlage Mauerstraße steht aus architektonischen, baukünstlerischen und stadtgeschichtlichen Gründen unter Denkmalschutz.